# Sillogismo categorico
Il sillogismo categoriale o sillogismo categorico (o sillogismo classico) è un sillogismo composto da due premesse e da una conclusione. Una proposizione categoriale assume una delle quattro forme seguenti:
- affermativa universale (tipo A): Ogni S è P;
- negativa universale (tipo E): Nessun S è P;
- affermativa particolare (tipo I): Qualche S è P;
- negativa particolare (tipo O): Qualche S non è P.

Un sillogismo categorico è composto da tre proposizioni categoriche. Ad esempio, il seguente è un sillogismo categorico:
| 1. Tutti i gatti sono animali. 2. Alcuni gatti sono neri. 3. Pertanto, alcuni animali sono neri. | 1. Ogni M è S 2. Qualche M è P 3. Pertanto, qualche S è P |

Nell’esempio, la parola "gatto" è il termine medio, indicato con la lettera M.

## Forma canonica
Un sillogismo categorico si dice in forma canonica  quando le due premesse e la conclusione sono proposizioni categoriali. Ad esempio, il seguente è un sillogismo categorico in forma canonica:
1. Nessun eroe è un codardo.
2. Alcuni soldati sono codardi.
3. Pertanto, alcuni soldati non sono eroi.

L’esempio ora riportato è un sillogismo categorico perché consiste in tre proposizioni categoriali (due premesse e una conclusione) contenenti esattamente tre termini ("eroe", "codardo" e "soldato"), ciascuno dei quali ricorre solo in due delle proposizioni che lo costituiscono. Per sapere se il sillogismo categoriale si presenta in forma canonica, è necessario identificare il termine maggiore, il termine minore, la premessa maggiore, la premessa minore e analizzare la conclusione. In questo caso il predicato della conclusione è "eroe", che è il termine maggiore, e quindi la premessa maggiore è 'Nessun eroe è un codardo'. l soggetto della conclusione è soldato, che è il termine minore, quindi la premessa minore è "Alcuni soldati sono codardi". Inoltre, la conclusione ha due dei tre termini del sillogismo ("soldati" ed "eroi"), mentre il termine medio ("codardi") correttamente è presente soltanto nelle due premesse.